# Tennant (Iowa)
Pour les articles homonymes, voir Tennant.
Tennant est une ville du comté de Shelby, en Iowa, aux États-Unis. Elle est  incorporée le 23 avril 1915.

## Source de la traduction
- (en) Cet article est partiellement ou en totalité issu de l’article de Wikipédia en anglais intitulé « Tennant, Iowa » (voir la liste des auteurs).